# Владивосток
Владивосто́к (кит.: 符拉迪沃斯托克, маньчжурська: ᡥᠠᡳᡧᡝᠨᠸᡝᡳ — що означає «невелике рибальське селище біля моря», рос. Владивосток, китайська назва Хайшеньвей (кит. 海參崴 «затока трепанга» — ця назва використовувалась китайцями до середини 19 ст. та залишилася актуальною i зараз) — місто та порт на Далекому Сході Росії; фінансовий, політичний, культурний і економічний центр регіону; адміністративний центр Приморського краю та Владивостоцького міського округу. Розташований на півострові Муравйова-Амурського й островах у затоці Петра Великого Японського моря.
Є кінцевою точкою Транссибірської магістралі. Один із найбільших морських портів Далекосхідного басейну. Головна база Тихоокеанського флоту Росії. Найбільший науково-освітній центр далекосхідного регіону зі своїм Далекосхідним федеральним університетом і Далекосхідним відділом РАН.
Заснований як військовий пост Владивосток (від. рос. владеть востоком — володіти сходом) у 1860 році; у 1880 році набув статус міста. З 1888 року — адміністративний центр Приморської області, з 1938 року — Приморського краю.
З 12 жовтня 2015 року — вільний порт (портова зона, що користується особливими режимами митного, податкового, інвестиційного та суміжного регулювання).
Населення — 606 653 особи (2016 рік). Владивосток — одне з головних міст Зеленого Клину, регіону розселення українців на Далекому Сході.

## Назва
Українська назва Владивосток походить від співзвучної російської, що в свою чергу є складеним словом від владеть (укр. володіти) і восток (укр. схід). Тобто, «володіти сходом».
У китайській традиції уживається назва Хайшеньвей — кит.: 海參崴, що означає «затока трепанга».

## Географія

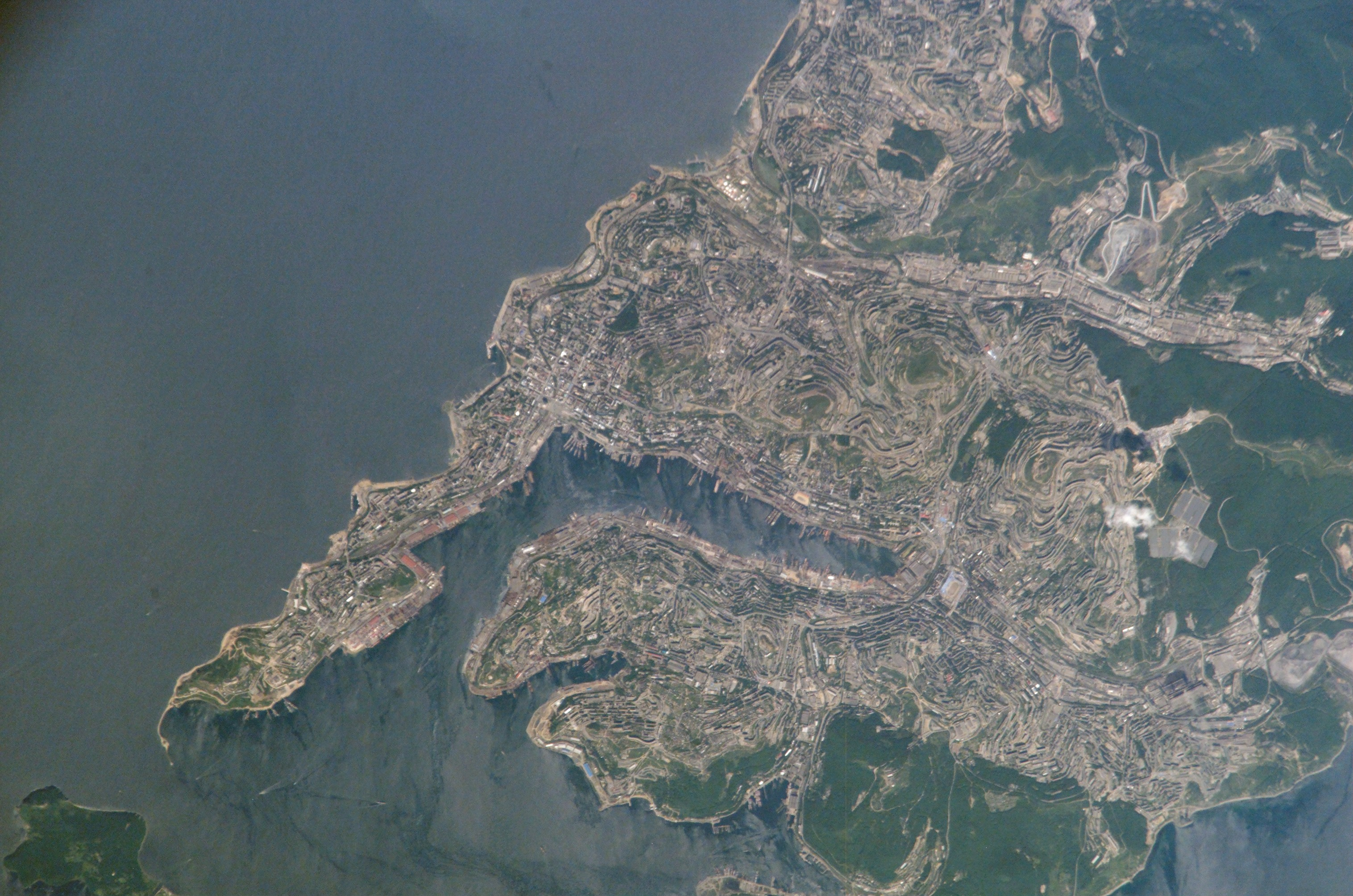
Владивосток з космосу

Владивостоцький міський округ займає територію півострова Муравйова-Амурського до селища Трудове включно, півострів Піщаний, близько 50 островів затоки Петра Великого (серед яких тільки 6 мають площу понад одного км²: Руський, Попова, Рейнеке, Рікорда, Шкота, Олени). Він протягнувся на відстань близько 30 км з півдня на північ і майже 10 км із заходу на схід (без півострова Піщаний), омивається водами Амурської і Уссурійської заток, що входять в акваторію затоки Петра Великого Японського моря. До складу міського округу входить безпосередньо місто Владивосток, селища Трудове, острів Руський, острів Попова, острів Рейнеке і село Берегове.
За даними державного земельного кадастру на 1 січня 2005, загальна площа земель у межах Владивостоцького міського округу становить 56154 га. Частина міста, розташована на півострові Муравйова-Амурського, включаючи селище Трудове, має площу 35044 га, а розташована на півострові Піщаний (з прилеглою територією), має площу 7525 га. Острів Руський, найбільший з островів, що входять в міський округ, має площу 9764 га. Площа решти островів в цілому становить 2915 га.
Бухта Золотий Ріг, по обох берегах якої розташовується Владивосток, є зручним місцем стоянки суден. Тут також розташовуються торговий і рибний порти, судноремонтні підприємства. Проте вона розділяє місто на дві частини, утруднюючи транспортне сполучення. Вперше ідея будівництва моста через Золотий Ріг була озвучена ще в XIX столітті. 25 серпня 2008 року будівництво мосту було почате, розрахунковий термін будівництва— 39 місяців.
Річкова мережа малорозвинена, представлена в основному невеликими річками і струмками. Найбільші серед них: Об'яснення, Перша річка, Друга річка, Седанка, Багата;— всі течуть зі сходу на захід і, окрім річки Об'яснення, впадають в Амурську затоку. На річках Седанка і Багата є водосховища.
Найвища точка історичної частини міста — сопка Орлине Гніздо заввишки 199 м над рівнем моря (за іншими джерелами 214 м). На території міста найвищою точкою є сопка Холодильник — 257 м. У передмісті є і вищі сопки. Найвища з них — гора Варгина заввишки 458 м. На цій сопці розташований найбільший форт Владивостоцької фортеці — Форт № 2 Імператора Петра Великого.
Владивосток розташований на тій же широті, що і Сухумі, Алма-Ата, Сочі, Грозний, Марсель, Бостон, Торонто, Тоскана, Піза, Ніцца, Флоренція і лише на кілька градусів північніше чим Нью-Йорк і Чикаго.
Відстань до Москви по прямій (точніше, по дузі над поверхнею Землі) становить 6430 кілометра, по залізниці 9288 кілометрів. Відстань до інших міст по прямій: Бангкок — 5600 км, Сан-Франциско — 8400 км, Сеул — 750 км, Токіо — 1050 км.

### Клімат
Клімат Владивостока помірний, мусонний. Зима суха і холодна з ясною погодою. Весна тривала, прохолодна, з частими коливаннями температури. Літо тепле і вологе, на літні місяці припадає максимум кількості опадів. Осінь в місті як правило тепла, суха, з ясною погодою.
Середньорічна температура повітря в місті +4,2 °C. Найтепліший місяць — серпень, з температурою +19,6 °C, найхолодніший — січень −12,6 °C. Абсолютний максимум температури +34,1 °C був зареєстрований 21 серпня 1921 і в липні 1939, мінімум −31,4 °C реєструвався 10 січня 1931.
Середній річний рівень опадів становить 826 мм. Рекордний максимум опадів за добу 243,5 мм припав на 13 липня 1990 (тайфун «Робін»). Абсолютний максимум опадів за місяць, 405 мм, був зареєстрований в липні 2005.
| Клімат Владивостока      | Клімат Владивостока | Клімат Владивостока | Клімат Владивостока | Клімат Владивостока | Клімат Владивостока | Клімат Владивостока | Клімат Владивостока | Клімат Владивостока | Клімат Владивостока | Клімат Владивостока | Клімат Владивостока | Клімат Владивостока | Клімат Владивостока |
| Показник                 | Січ.                | Лют.                | Бер.                | Квіт.               | Трав.               | Черв.               | Лип.                | Серп.               | Вер.                | Жовт.               | Лист.               | Груд.               | Рік                 |
| Абсолютний максимум, °C  | 5,0                 | 9,9                 | 15,2                | 24,1                | 29,5                | 31,8                | 34,1                | 34,1                | 30,0                | 23,4                | 17,5                | 9,4                 | 33,6                |
| Середній максимум, °C    | −8,3                | −4,2                | 2,2                 | 9,9                 | 14,8                | 17,8                | 21,1                | 23,2                | 19,8                | 12,9                | 3,1                 | −5,1                | 9,0                 |
| Середня температура, °C  | −11,8               | −8,4                | −1,9                | 5,1                 | 9,8                 | 13,6                | 17,6                | 19,8                | 16,0                | 8,9                 | −0,9                | −9,1                | 4,9                 |
| Середній мінімум, °C     | −15,8               | −12,4               | −5,1                | 1,6                 | 6,5                 | 10,7                | 15,7                | 17,5                | 12,8                | 5,5                 | −4                  | −12,1               | 1,8                 |
| Абсолютний мінімум, °C   | −31,4               | −28,9               | −21,3               | −8,1                | −0,8                | 3,7                 | 8,8                 | 10,1                | 2,2                 | −9,7                | −20                 | −28,1               | −31,4               |
| Норма опадів, мм         | 14                  | 15                  | 27                  | 48                  | 81                  | 110                 | 164                 | 156                 | 119                 | 57                  | 29                  | 18                  | 840                 |
| ------------------------ | ------------------- | ------------------- | ------------------- | ------------------- | ------------------- | ------------------- | ------------------- | ------------------- | ------------------- | ------------------- | ------------------- | ------------------- | ------------------- |
| Джерело: Погода и Климат |                     |                     |                     |                     |                     |                     |                     |                     |                     |                     |                     |                     |                     |

## Історія

### Стародавня історія
У давнину територія сучасного Владивостока входила до складу держави Бохай (698—926 роки), починаючи з X століття належала киданям, а потім чжурчженям. На початку XIII століття на території сучасного Примор'я існувало кілька міст чжурчженьської держави Східне Ця. Усі вони були зруйновані монголами в результаті нападу 1233 року, після чого територія занепала. Пізніше через суперечки між маньчжурами і ханьцями південне Примор'я стало безлюдним й практично не згадувалося аж до XIX століття.
Нерчинський договір 1689 року закріплював територію, займану тепер усім Приморським краєм, за Китаєм. Територія відійшла до Росії лише після підписання в 1858 році Айгунського договору.

### XIX століття
Затока Петра Великого, на узбережжі якої розташований Владивосток, стала відомою в Європі тільки в 1852 році завдяки членам екіпажу французького китобійного судна, що випадково зробило зимівлю в бухті Посьєт. За деякими відомостями, ці ж китобої в 1851 році відвідали і бухту Золотий Ріг.
У 1856 англійське судно «Вінчестер» зі складу англо-французької ескадри, що шукала російську ескадру під час Кримської війни, відвідало бухту Золотий Ріг. Англійці назвали її Порт Мей.
У 1859 році генерал-губернатор Східного Сибіру Микола Миколайович Муравйов-Амурський, обходячи на кораблі береги затоки Петра Великого, звернув особливу увагу на добре укриту бухту. Вона нагадувала бухту Золотий Ріг в Константинополі, і генерал-губернатор запропонував назвати її так само, а на берегах бухти наказав заснувати військовий пост, який він же найменував Владивостоком.
20 червня (2 липня за новим стилем) 1860 року військовий транспорт «Манджур» під командуванням капітан-лейтенанта Олексія Карловича Шефнера заснував військовий пост, який тепер уже офіційно отримав назву Владивосток. У вахтовому журналі «Манджура» про цю подію був зроблений наступний запис: «Цього числа відправлено на берег — один обер-офіцер, 2 унтер-офіцери і 37 чоловік рядових 4-го лінійного батальйону для заняття поста». Солдати і матроси під командуванням прапорщика Комарова приступили до споруди посту.
Через місяць після першої висадки на берег в бухту Золотий Ріг прийшов гвинтовий корвет «Грідень» під командуванням капітан-лейтенанта Р. Х. Егершельда. Корвету було поставлено завдання нести охорону поста Владивосток і забезпечувати гарнізон необхідними запасами.
Одним із засновників міста був українець з походження Євген Бурачок, начальник військової стійки Владивосток у 1861-1863 роках, під безпосереднім керівництвом якого розпочалася активна цивільна забудова майбутнього міста.
У 1862 році військовий пост був перейменований в порт, а для збільшення обсягів зовнішньої торгівлі йому був наданий статус порто-франко (вільного порту).
Перша дитина народилася у Владивостоку у вересні 1863 року.
У 1871 році до Владивостока була переведена (з Ніколаєвська-на-Амурі) головна база Сибірської військової флотилії, резиденція військового губернатора і інші морські установи. Того ж року підводний телеграфний кабель зв'язав Владивосток з Шанхаєм і Нагасакі.
Постійна пароплавна лінія пов'язала Владивосток з Санкт-Петербургом і Одесою в 1879. Цією лінією відбувалося переселення українських селян з України на південь Далекого Сходу. У Владивостоці розташовувалося Переселенське управління та тимчасовий табір для переселенців, звідки вони вже валками вирушали до призначених їм місць, головно на терені Приморщини. За період 1883-1901 років через Владивосток перейшло 55 208 морських переселенців, серед яких не менше 75-80 % становили українці.
У 1880 році Владивосток (півострів Муравйова-Амурського і Руський острів) був виділений в особливе «військове губернаторство» і отримав статус міста.
16 березня 1883 року Олександр III затвердив перший герб міста.
У 1888 році Владивосток став центром Приморської області.
У травні 1891 року Владивосток відвідав цесаревич Микола, спадкоємець російської корони. Він повертався з подорожі країнами Сходу, і першим російським містом при його поверненні став Владивосток. Під час свого візиту Цесаревич заклав залізницю з кам'яним вокзалом, сухий док для ремонту кораблів і пам'ятник адміралові Невельському.
У 1893 році відкрився залізничний рух між Владивостоком і Никольськом (Уссурійськ), в 1897 році була побудована залізниця Хабаровськ — Владивосток, а в 1903 році відкрилося пряме залізничне сполучення з Москвою по Транссибірській магістралі.
У 1890-х роках Владивосток поступово перетворювався на місце зосередження російської культури на Далекому Сході. Владивосток був організаційним центром експедицій російських мандрівників і учених М. М. Пржевальського, C. О. Макарова, В. К. Арсеньєва, В. Л. Комарова (згодом президента Академії наук СРСР) і інших. 1899 року у Владивостоку відкритий Східний інститут.

### Початок ХХ століття
На початку ХХ століття (до 1922 року) Владивосток — один із центрів українського національного руху на Зеленому Клині. У грудні 1893 при місцевому Товаристві народних читань було створено перший український хор.
Початок організованого українського національно-культурного життя у Владивостоці пов'язаний з гастролями тут на межі ХІХ-ХХ ст.ст. (від 1898) першої української театральної трупи К. Мирославського та І. Яворського, які дали поштовх створенню та діяльності місцевих українських аматорських труп (гурток моряків, який організував офіцер Поль тощо).
Першою легальною українською організацією на Зеленому Клині стала Владивостоцька студентська Українська Громада (1907—1909), що була створена студентами-українцями місцевого Орієнтального інституту. Після її заборони 1909 урядом у Владивостоці при місцевому Народному Домі існував напівлегальний Український гурток (1909—1917). Зусиллями цих організацій 1909 у Владивостоці було закладено традицію щорічного проведення Шевченківських свят.
1909 року Й. Переверзєв-Розсуда зробив спробу видати місцеву газети «Понедельник» з українським відділом «Понеділок». Неодноразові спроби закласти у Владивостоці легальний Український клуб зустрічали незмінний спротив влади. У 1916 було зроблено спробу легалізувати українську громадську діяльність, створивши Владивостоцьке українське благодійне зібрання, однак його реєстрація також не була дозволена владою.

### Період національно-визвольних змагань
Детальніше: Український далекосхідний рух
Після більшовицького заколоту в Росії 1917 в місті неодноразово мінялися уряди, висаджувалися військові десанти японських, британських, французьких і американських експедицій. У 1921—1922 — столиця незалежної Республіки Приамур'я.
З періодом після повалення царату в Росії пов'язане значне піднесення національної активності українців Владивостока. Вже 26 березня 1917 було створено Владивостоцьку Українську Громаду, яка в серпні того ж року мала понад 3 тисяч членів. Її заходами влітку 1917 розпочинається українізація військ місцевої залоги, де українці становили до 2/3 особового складу (було створено 9 українських сотень). У серпні 1917 в місті створюються владивостоцькі організації УСДРП та УПСР, що мали відповідно близько 200 та близько 150 членів.

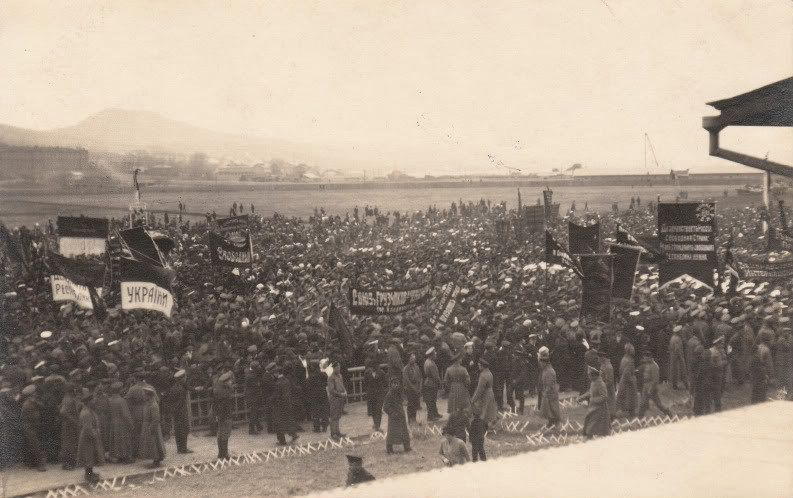
Українська демонстрація у Владивостоці

За ініціативою українських соціалістів 4 жовтня 1917 було ухвалено перетворити місцеву Громаду на культурно-просвітнє Владивостоцьке українське товариство «Просвіта», яке активно розгорнуло свою діяльність з початку 1918. У цей же час оформилося товариство «Владивостоцька Українська Хата» та була обрана Владивостоцька Українська Окружна Рада, що об'єднала всі існуючі на той час у місті українські організації. В 1918—1922 у Владивостоці також існували — Українська колонія міста Владивостоку, Український театральний гурток, Владивостоцький відділ Української Далекосхідньої театрально-артистичної спілки, так звана «мала громадка» на Першій Річці, Жіночий гурток, Українська спілка поштово-телеграфних служачих, Українська залізнична робітнича спілка. В 1917—1920 при місцевому Народному Домі діяла українська початкова школа, в 1917—1918 в місті існував Гурток українців-середньошкільників «Українікум».
25 жовтня — 1 листопада 1918 у Владивостоці відбувся IV (Надзвичайний) Український Далекосхідній з'їзд, на якому головою Українського Далекосхіднього Секретаріату був обраний голова владивостоцької «Просвіти» та Владивостоцької Української Окружної Ради Юрій Глушко-Мова. Від цього часу Владивосток остаточно перетворюється на головний центр українського руху на Зеленому Клині, стає осідком провідних українських організацій — Української Далекосхідньої Крайової Ради (в 1918—1920 тут відбулися три її сесії) та Українського Далекосхіднього Секретаріату. На II сесії Крайової Ради у Владивостоці 30 травня 1919 було ухвалено Конституцію українства Далекого Сходу. В 1918—1919 у місті перебував український консул на Далекому Сході Петро Твердовський. У Владивостоці розташовувалося Центральне правління Українського Далекосхіднього крайового кооперативу «Чумак».
Навесні 1919 року у Владивостоці було сформовано 1-й Український Далекосхідній Ново-Запорізький курінь вільного козацтва, розпущений колчаківською владою в червні 1919. 31 січня 1920 вояки куреня, керовані Українським Революційним штабом на чолі з полковником Ф. Стешком, брали участь у повстанні проти білогвардійського уряду генерала Розанова.
1921 року у Владивостоці було створено Український Національний Комітет, в 1921—1922 тут діяв Український клуб. В 1917—1921 у місті виходили українські газети «Українець на Зеленому Клині», «Щире слово», «Українська думка», «Громадська думка», діяли українські видавництва — Український Далекосхідній видавничий союз (1920) та Українське Далекосхідне крайове кооперативно-видавниче товариство ім. Т. Г. Шевченка (1921).

### Радянський період
З кінця 1922 — у складі РРФСР. Після захоплення 25 жовтня 1922 Владивостоку більшовиками всі українські організації були заборонені, а в ніч з 25 на 26 листопада 1922 їх провідники — заарештовані. У січні 1924 над ними відбувся так званий Читинський процес.
В 1923—1926 у Владивостоці працювала професійна українська театральна трупа. Від 17 грудня 1928 відбувалися гастролі Ансамблю українських кобзарів, від 28 травня 1929 — Українського квартету народних танців.
В 1930-1940-х у місті на Другій Річці існував пересильний табір, з якого для десятків тисяч в'язнів починався морський шлях на Колиму і в якому загинули і тисячі українців.
В період з кінця 1920-х до початку 1990-х українське культурне життя у Владивостоці виявлялося головним чином через діяльність аматорських вокальних та драматичних колективів, які мали національно мішаний склад та включали до свого репертуару українські пісні, танці та вистави. Крім того, під час другої світової війни у Владивостоці виходили радіопередачі українською мовою, а в 1946-1952 при місцевій філармонії існував професійний Український музично-драматичний ансамбль. Від 1979 у місті діє Приморський український народний хор «Горлиця». У 1969 та 1989 у місті відбулися Дні української літератури, у рамках яких його відвідали делегації українських письменників.
З 1938 — центр Приморського краю. Ставши в 1958 році морською базою радянського флоту, Владивосток протягом 30 років був закритий для відвідин іноземців.
У 1959 році, після відвідин США, до Владивостоку прибув Микита Сергійович Хрущов. Знаходячись під враженням від недавнього візиту до Америки, Хрущов висунув гасло зробити
Владивосток містом кращим, ніж Сан-Франциско. Наслідком цього візиту стало бурхливе житлове будівництво 60-х років і найпотужніший імпульс в розвитку міста за весь радянський період. Зокрема, був побудований Владивостоцький фунікулер і проспект 100 річчя Владивостока.
У 1974 році у Владивостоці відбулася зустріч Леоніда Ілліча Брежнєва з президентом США Джеральдом Фордом з метою підписання документів за договором ОСВ-2. Цікаво, що Владивосток на цей час як і раніше був закритим містом.

### Пострадянський період
20 вересня 1991 року президентом РРФСР Борисом Єльциним був підписаний указ № 123, «Про відкриття м. Владивостоку для відвідин іноземними громадянами», зі вступом якого до сили з 1 січня 1992 Владивосток перестав бути закритим містом.
У 1991-1998 роках у Владивостоці працювало Товариство української культури Приморського краю, при якому 1992 року було створено український народний хор «Червона калина». У травні 1992 товариством було проведено Дні української культури, у яких взяла участь представницька делегація з України, до складу якої входив майбутній Патріарх Київський та всієї України-Руси Володимир (Романюк). В 1993 товариство зробило спробу відродити газету «Українець на Зеленому Клині». У березні 1993 з ініціативи Товариства української культури у Владивостоці було проведено V Український Далекосхідній з'їзд. 1998 товариство було перетворено на Владивостоцьке українське товариство «Просвіта», яке в травні 1999 виступило засновником Української національно-культурної автономії м. Владивостоку (1999—2006).
Від 2006 року в місті діє Центр української культури Анатолія Криля «Горлиця», при якому працює український вокальний ансамбль «Берегиня». В 2007-2011 діяв ансамбль української народної і авторської пісні «Надія». У місті відбулись IV Далекосхідній фестиваль української культури «Наша дума — наша пісня» (2007), I, II та IV Приморські крайові фестивалі української культури «Солов'їна пісня» (2002, 2008, 2010).
Від 2005 року у Владивостоці діє Генеральне консульство України у Владивостоку. 2010 року тут зареєстровано Далекосхідний український духовний культурно-просвітницький центр «Просвіта».

## Населення
Населення безпосередньо міста Владивостока — близько 580,8 тис. осіб. (2007). У результатах перепису 2002 року також повідомляється, що населення міста з підлеглими його адміністрації населеними пунктами на той момент становило 620,6 тис. осіб.
За переписом 1923 року у Владивостоці мешкало 2008 українців. Згідно з переписом 1926 у місті мешкало 107 980 осіб. У тому числі 6019 українців (5,6 %), 65 494 росіян (60,6 %), 22 080 китайців (26,8 %), 6913 корейців (6,4 %), 1720 поляків, 1124 євреїв, 665 латишів, 582 японців та інші. За переписом 1989 у місті проживало 43565 українців, значною мірою це особи, що прибули сюди протягом останніх десятиліть як законтрактовані для роботи на рибному промислі, кваліфіковані фахівці з різних галузей за призначенням після закінчення освітніх закладів, військовики армії та флоту тощо. З них українську мову визнали рідною 13584 особи (31,2 %).
Аж до кінця 30-х років XX століття в місті існували досить значні китайські, японські і корейські громади. У 20-ті роки XX століття стала проводитися політика витіснення іноземної робочої сили, чисельність громад стала скорочуватися, і до 1939 року всі общини припинили своє існування.
З 1958 по 1988 рік Владивосток був закритим містом, жити в ньому і навіть просто відвідувати його дозволялося громадянам СРСР за спеціальним дозволом.
Деякі експерти говорять про «китайську експансію» в наші дні, не підтверджуючи, проте, слова реальними числами кількості громадян Китайської Народної Республіки, що проживають в місті легально чи нелегально.

## Освіта
- Владивостоцький державний медичний університет
- Владивостоцький державний університет економіки і сервісу
- Далекосхідний державний технічний рибогосподарський університет
- Далекосхідний державний технічний університет
- Далекосхідний державний інститут мистецтв
- Далекосхідний федеральний університет
- Морський державний університет імені адмірала Г. І. Невельського
- Тихоокеанський державний економічний університет

## Культура

### Музеї та галереї
- Приморський державний об'єднаний музей імені В. К. Арсеньєва
- Приморська державна картинна галерея
- Галерея сучасного мистецтва «Арка»
- Приморський океанаріум

### Театри
- Приморський драматичний театр імені Горького
- Приморський крайовий театр ляльок
- Приморський крайовий драматичний театр молоді
- Приморська сцена Маріїнського театру

## Економіка і промисловість
Місто має розвинену промисловістю і повноцінно бере участь в економіці країни, оскільки є зручно розташованим портом. Промислове машинобудування головним чином включає суднобудування і судноремонт, а також виробництво устаткування для рибної галузі (приладобудівні, інструментальні і радіозаводи).
Електричну і теплову енергію для міста виробляє Владивостоцька ТЕЦ-2.
Для потреб самого міста є легка (одним з більших підприємств легкої промисловості є швейна фабрика «Заря»), харчова (рибокомбінат, декілька хлібозаводів, м'ясокомбінати, молокозавод, кондитерська фабрика, заводи лікеро-горілчаних і пиво-безалкогольних напоїв), а також будівельна промисловість (заводи будівельних матеріалів, залізобетонних конструкцій і комбінати великопанельного житлового будівництва). Попит на продукцію цих підприємств не обмежується міськими потребами: вони обслуговують і інші населені пункти Приморського краю. Деякі товари (зокрема, харчової і лікеро-горілчаної промисловості) поставляються в інші регіони країни.
Владивосток є базою рибного промислу і рефрижераторного флоту. У XX столітті, Владивосток також був базою китобійного і краболовного промислів.
У 1990-ті роки багато галузей економіки опинилися в скрутному стані, особливо це торкнулося підприємств, що спеціалізуються на суднобудуванні і судноремонті, що раніше забезпечували потреби військово-промислового комплексу.
Владивосток є проміжною точкою між Транссибірською залізничною магістраллю і тихоокеанськими морськими шляхами, що перетворює його на важливий вантажний і пасажирський порт. У 2002 обсяг зовнішньої торгівлі Владивостока досяг показника 725 мільйонів доларів (206 мільйонів експорт, 519 мільйонів імпорт). Головними статтями експорту є риба і морепродукти, деревина, чорні і кольорові метали, судна. Основними предметами імпорту стали продукти харчування, лікарські засоби, одяг, взуття, побутова техніка і судна.
Владивосток є важливим перевалочним пунктом для товарів, що імпортуються з Японії, Південної Кореї і Китаю. Помітну частку товарообігу займає ввезення вживаних автомобілів з Японії. За межами краю відомий Владивостоцький авторинок «Зелений кут», що спеціалізується на продажі вживаних японських автомобілів.

## Транспорт

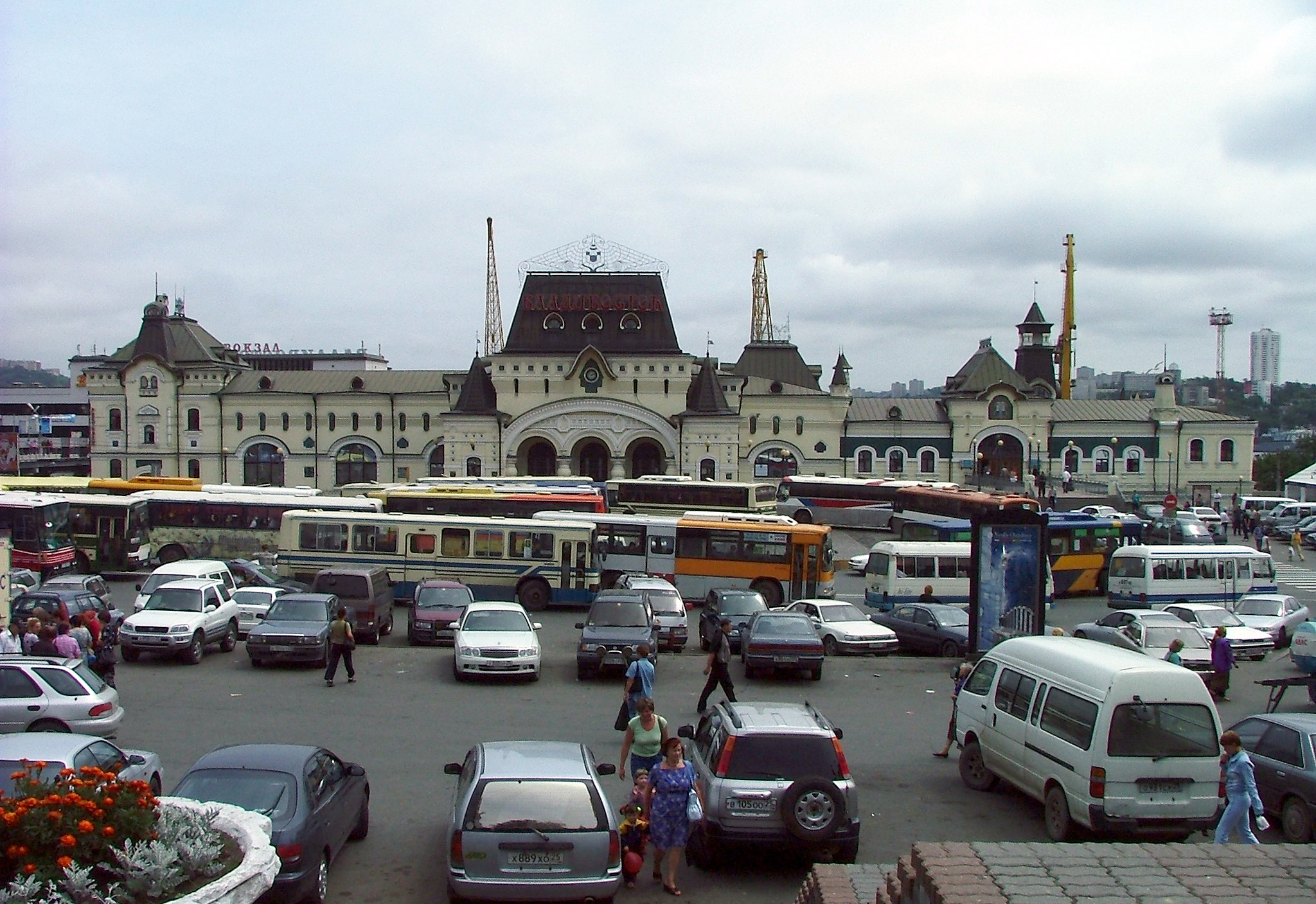
Залізничний вокзал м. Владивосток. Вебкамера [https://web.archive.org/web/20051004151722/http://camera.primorye.ru/train/archive/640x480/current.jpg hi-res

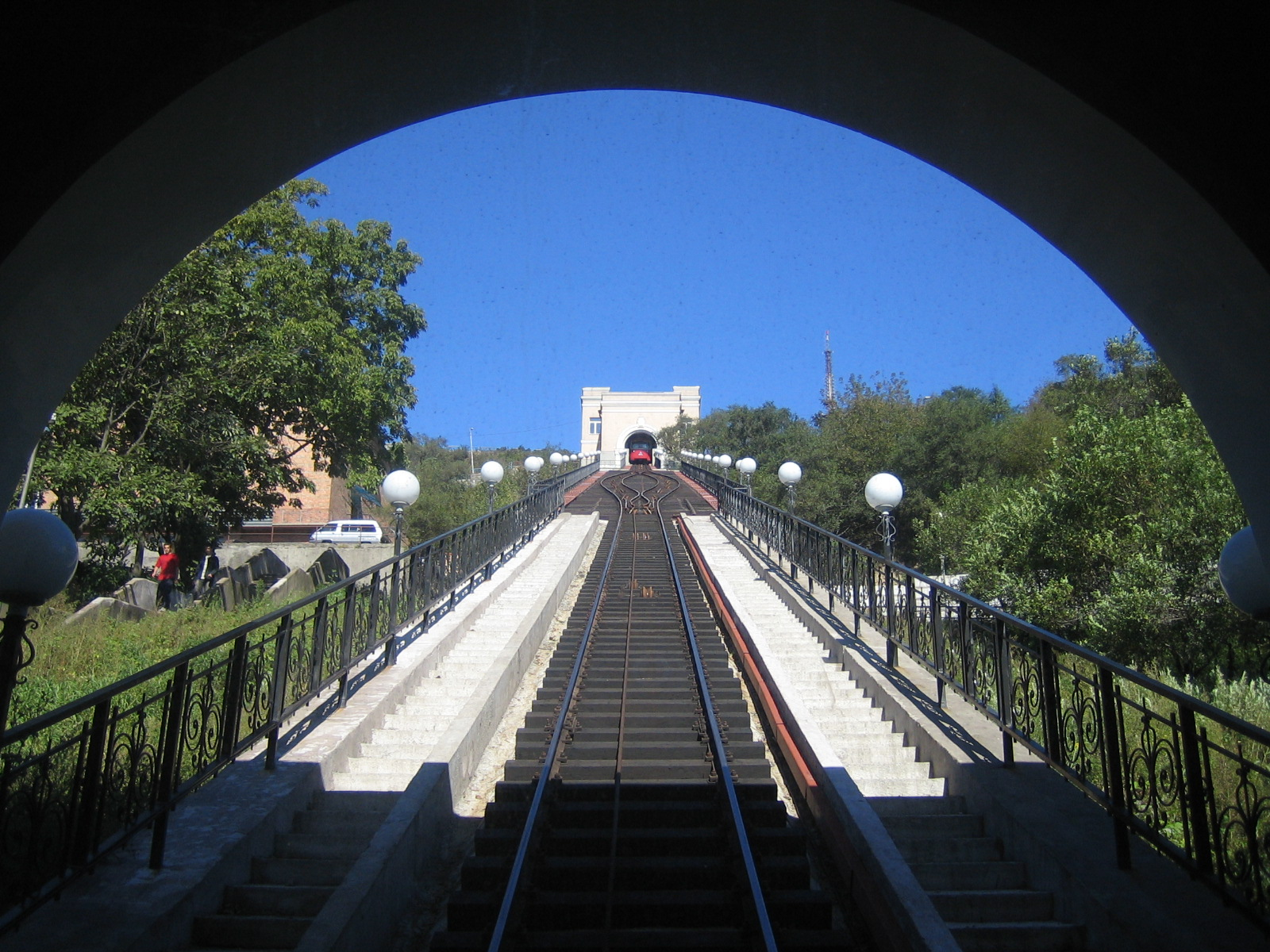
Фунікулер

### Зовнішній
- Великий вузол Транссибірської магістралі.
- Великий морський порт (вантажообіг близько 13 млн тонн на рік)[5].
- Міжнародний аеропорт «Владивосток» (код ІАТА: VVO) розташований за 44 км на північ від міста[6].
- Федеральна траса М60 «Уссурі» пов'язує місто з Хабаровськом, а автомагістраль крайового значення A188 — з Находкою і Восточним портом.

### Міський
Основними видами громадського транспорту Владивостока є автобус, трамвай та тролейбус. Практично всі автобусні перевезення здійснюються приватними компаніями. Крім того, у місті є фунікулер, а віддалені райони міста та острівні території пов'язані морськими лініями (поромами і катерами). Приміські поїзди також можна частково віднести до міського транспорту.
14 серпня 2009 розпочато демонтаж трамвайних колій в центрі міста. Планується, що трамвайні лінії залишаться тільки в менш завантажених периферійних районах.
Жителі Владивостока здійснюють від 462 тисяч поїздок на громадському транспорті у вихідні дні до 782 тисяч у будні, використовуючи для цього 289 зупинних-пересадочних пунктів; перевезення здійснює 21 приватна автотранспортна компанія, а також ВАТ «Електротранспорт», у чиєму віданні перебувають трамваї та тролейбуси, і ТОВ «Мортранс», яке надає пасажирам морські катери і пороми.
В останні роки існування СРСР у місті було заплановано спорудження метрополітену. В наш час[коли?] планів з будівництва метрополітену у Владивостоці немає.

## Спорт

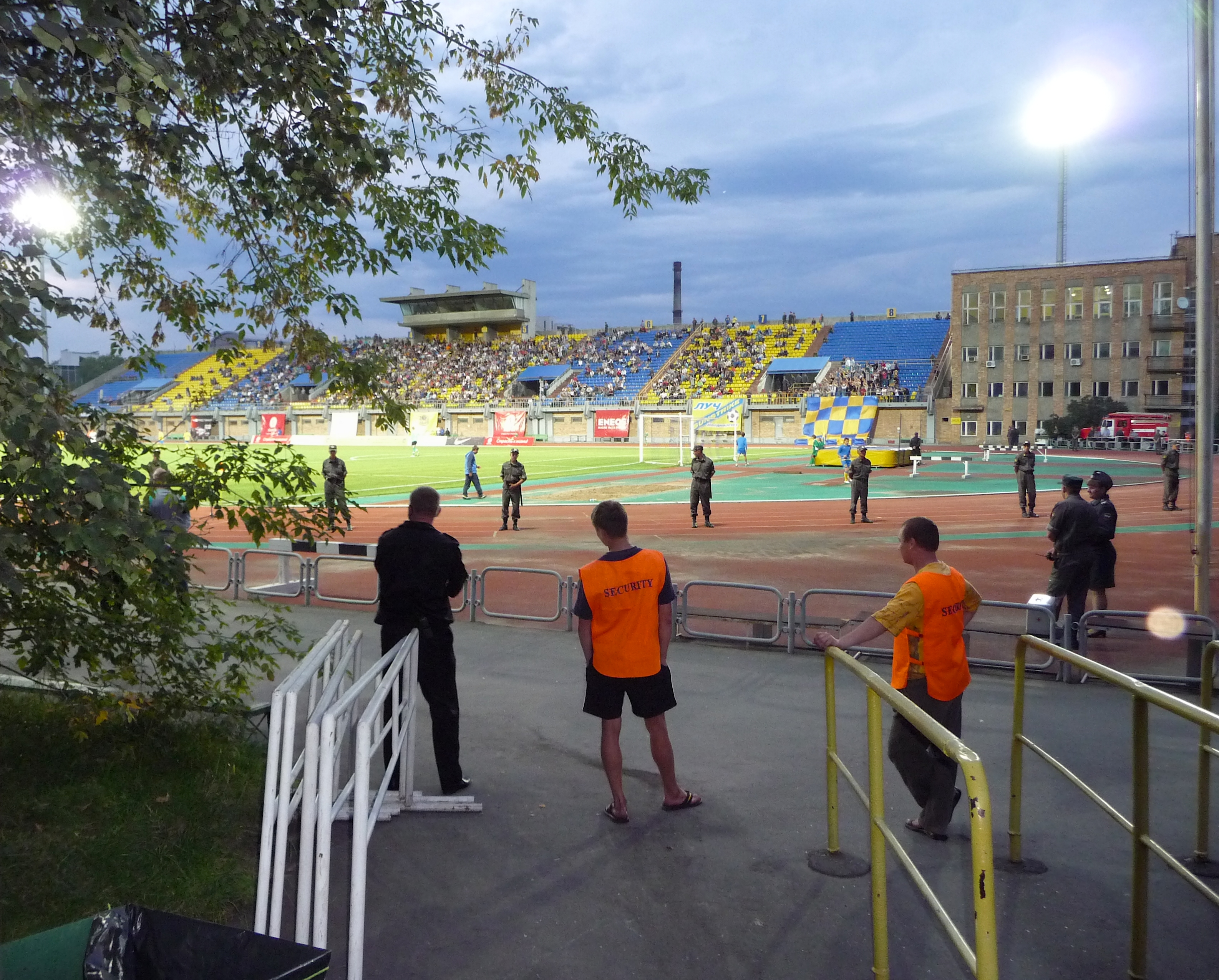
Футбольний матч на стадіоні «Динамо».

Наразі у Владивостоці діють 30 сучасних шкільних стадіонів і спортивних майданчиків із штучним покриттям, чотири басейни. Відсоток забезпечення шкіл спортивними спорудами становить 44,5 %. У спортивних школах навчається 9 тис. людей, що становить 20 % від усіх учнів. На території міського округу проходить понад 500 масових спортивних і оздоровчих заходів щороку.
Владивосток володіє розвиненою спортивною інфраструктурою, зокрема:
- Стадіони («Авангард», «Вымпел», «Динамо», «Строитель»).
- Спортивні комплекси (Крайовий будинок фізкультури, «Восход», «Динамо», «Спартак», «Юность», «Олимпиец», «Бастион»), спортивно-оздоровчий комплекс «Юбилейный», крита ковзанка «Полюс», «Фетисов-Арена».
- Басейни («Олимпиец», «Восход», «Юность», «Спартак» (Фітнес клуб «World Class»), «Гавань», «Чемпион»).
- Гребная парусная база «Берег».
- Тенісні корти («Теннисный клуб „Владивосток“», «Мецар Олимпа Теннис», тенісні корти на Дальпрессі, Тенісний клуб на Дніпропетровській).
- Картодром «Змеинка».
- Центр зимового відпочинку «Комета» (гірські лижі, ковзани, сноуборд).
- КСК «Rosso», «Фаворит», «Fast Horse», «Казачий стан».

Із найвідоміших спортивних клубів можна виділити:
- Хокейний клуб «Адмирал»
- Футбольний клуб «Луч»
- Баскетбольний клуб «Спартак-Приморье» (з 4 жовтня 1999 року до 2003 року «Спартак-ВГУЭС»)
- Жіноча волейбольна команда «Приморочка»
- Спідвейний клуб «Восток»
- Професійний міні-футбольний клуб «Портовик»
- Яхт-клуб «Семь Футов»

У 2006—2009 роках у вищих спортивних лігах Росії брали участь і продовжують виступати чотири клуби: футбольний клуб «Луч-Энергия», баскетбольний «Спартак-Приморье», спідвейний «Восток», бадмінтонний «Приморье».
На акваторії затоки Петра Великого відбувається щорічний Кубок затоки Петра Великого — чемпіонат Росії з вітрильного спорту в класі Конрад-25Р. На акваторії Спортивної гавані з 2004 року відбувається чемпіонат на кубок губернатора Приморського краю з веслування на човнах класу «Дракон».
У 2007 та 2009 роках у Владивостоці відбувався фінал кубку Росії з пляжного волейболу.

## Відомі люди
- Волченко Олександр Тимофійович — український живописець.
- Дмитришин Володимир Степанович — український науковець та державний службовець, фахівець з питань інтелектуальної власності.
- Даниленко Федір Федотович — український сходознавець-синолог, письменник, український громадський діяч на Далекому Сході.
- Данилов Лев Стефанович — російський кінорежисер.
- Майхровський Арсеній Романович (1905-?) — голова Владивостоцького міськвиконкому в 1943—1944 роках.
- Югай Герасим Андрійович (1931) — російський філософ.
- Юл Бріннер — американський актор російсько-українського походження.
- Яковенко Оксана Вікторівна (* 1979) — українська поетеса.
- Юферов Михайло Олександрович (1907—1991) — радянський та український художник театру і кіно.
- Болотов Геннадій Георгійович (1939—2004) — радянський і український актор театру, кіно та дубляжу, сценарист.

## Виноски
1. ↑  [KNAB] «KNAB, the Place Names Database of EKI». Eki.ee. [Архівовано 17 червня 2001 у Wayback Machine.](англ.)
2. ↑  冰雪黑龙江 圣诞异国游. 天津广播网. 2011年11月21日 [2011年11月21日]. （原始内容 存档于2017年9月10日） китайська мова (материкового Китаю)
3. 1 2 3  Зелений Клин (Український Далекий Схід): Енциклопедичний довідник / Укл. В. Чорномаз. — Владивосток, 2011
4. ↑  Динамика и структура внешней торговли во Владивостоке. Архів оригіналу за 29 грудня 2008. Процитовано 31 грудня 2008.
5. ↑  http://www.morinfocenter.ru/gruz.asp?AMP=АМП%20Владивосток&bass=Дальневосточный%20б-н&god=2007
6. ↑  Архівована копія. Архів оригіналу за 17 вересня 2010. Процитовано 10 грудня 2009.{{cite web}}:  Обслуговування CS1: Сторінки з текстом «archived copy» як значення параметру title (посилання)
7. ↑  Архівована копія. Архів оригіналу за 10 січня 2017. Процитовано 10 грудня 2009.{{cite web}}:  Обслуговування CS1: Сторінки з текстом «archived copy» як значення параметру title (посилання)